# Saint Luc peignant la Vierge (Maarten van Heemskerck)
Pour les articles homonymes, voir Saint Luc peignant la Vierge.
Saint Luc peignant la Vierge est une peinture à l'huile par Maarten van Heemskerck (1498-1574), réalisée entre 1550 et 1553 pour la guilde de Saint Luc à Bruxelles. 
Le tableau de 206 × 144 cm est conservé au musée des beaux-arts de Rennes. Le contexte historique est celui de la Renaissance. C’est la première œuvre que Heemskerck a réalisé après sa nomination comme peintre officiel de Bruxelles. L’artiste a passé vingt ans en Italie avant la création de cette œuvre où il a été influencé par Michel-Ange. 

## Composition
La peinture représente saint Luc, qui était un évangéliste et médecin, et aussi le saint patron des peintres, peignant la vierge Marie qui tient l’enfant Jésus. Le tableau est composé de deux plans : au premier plan, les personnages occupent une place prépondérante. Ils sont entourés de différents éléments : un bœuf, un perroquet, une noix, des livres, un urinal et une sphère armillaire. Au deuxième plan, on trouve une cour de style antique avec des sculptures romaines. On a une impression de profondeur liée à la technique de la perspective typique de la Renaissance (variation de la taille des éléments, point de fuite). Les couleurs renforcent la vision de perspective : elles sont vives dans les habits des personnages au premier plan et pâles au deuxième plan qui, de plus, est flou. La lumière vient de la gauche et les ombres sont représentées de manière naturelle et réaliste, par exemple la main de saint Luc sur la toile. Jésus regarde vers la lumière. Les sculptures sont vraisemblables et les personnages sont représentés de manière réaliste (forme de  la main, chevelure). 

## Un tableau riche de symboles typiques de la Renaissance et de l'humanisme
L'œuvre s’inscrit dans le style de la Renaissance flamande qui est une synthèse du style flamand et du style italien. Saint Luc est habillé comme un artiste de la Renaissance et ses traits sont ceux de l’artiste. On peut donc penser que l’œuvre exprime sa vision de son métier.
On trouve des éléments traditionnels dans cette peinture. Sur le plan religieux le bœuf ailé symbole du tétramorphe pour saint Luc. Ensuite, le perroquet dont la voix bizarre évoque traditionnellement le mystère de la révélation à Marie. Jésus qui se trouve dans les bras de la vierge Marie est décrit avec des muscles ce qui parait surnaturel pour un bébé. Ce dernier est dessiné ainsi sans doute pour accentuer le fait que Jésus soit saint et en bonne santé. Enfin, la noix qui pour les chrétiens représente la crucifixion (la coque représente la croix et la chair représente la chair du Christ). 
Sur le plan scientifique, l’urinal sert à l’examen des urines, qui est la première étape pour faire un diagnostic fondé sur la théorie des humeurs d’Hippocrate. La sphère armillaire fait partie de ce système : elle contient des symboles du zodiaque qui montre l’influence des étoiles sur la santé, en fonction des humeurs. C’est une vision déterministe du destin des hommes. Par ailleurs, la Terre est représentée comme étant au milieu de l’univers, bien que Copernic ait montré que la Terre tourne autour du soleil. Cela illustre la vision de l’univers encore prédominante à l’époque.
Par opposition, les livres qui se trouvent dans la pièce représentent la modernité. Les livres sur l’étagère à droite illustrent la diffusion du savoir permise par l’imprimerie. Le livre qui est au pied de la Vierge contient des illustrations d’anatomie de Vésale, qui a produit un traité d’anatomie très influent et qui a été condamné par l'Église. La peinture de la Renaissance se caractérise d’ailleurs par des représentations très précises de l’anatomie humaine. Enfin, le livre qui est au pied de saint Luc est vierge, ce qui peut évoquer le processus de recherche de la connaissance : le savant va y écrire les résultats de ses observations et ses hypothèses. Ces éléments sont des symboles de l’humanisme qui met au centre l’Homme et le savoir scientifique.
Cette œuvre est donc importante sur le plan historique dans la mesure où elle montre le fait que la Renaissance oscille entre tradition et modernité. La tradition est celle de la religion et celle d’une vision de l’univers et de la santé qui remonte à l’Antiquité. La modernité est celle de l’humanisme : la foi en l’Homme et la soif de savoir qui émergent petit à petit. On peut donc dire que cette œuvre est emblématique de l’humanisme car elle représente bien l’opposition entre la vision humaniste et la vision traditionnelle qui la précédait et qui avait encore une influence importante au moment où cette œuvre a été réalisée. 
Sur le plan artistique, cette œuvre est représentative de la Renaissance : l’esthétique qui sert de modèle est celle de l’Antiquité mais l’introduction de la perspective et l’attention portée à l’anatomie humaine marquent une rupture. Elle montre aussi l’influence du style italien (surtout Michel-Ange, la tête de l'Enfant reprenant par exemple celle du Tondo Doni) sur le style flamand.